# АЭС Оскарсхамн
АЭС Оскарсхамн (швед. Oskarshamns kärnkraftverk) — атомная электростанция в Швеции, состоящая из трёх кипящих ядерных реакторов, два из которых выведены из коммерческой эксплуатации. Генерирует 7% потребляемой в Швеции электроэнергии. Расположена в коммуне Оскарсхамн лена Кальмар, на побережье Балтийского моря, в 250 км к югу от Стокгольма.
Вблизи АЭС находится хранилище отработанного топлива Clab.

## Владение
54,5 % акций принадлежит E.ON, 45,5 % — Oskarshamnsverkets Kraftgrupp (OKG).

## История
- Заложена в 1965 году, введена в эксплуатацию 6 февраля 1972 года.
- 25 июля 2006 года из-за аварии на АЭС Форсмарк останавливались два реактора Оскарсхамна, с целью контроля безопасности.[1]
- 31 июля 2007 года из-за утечки в системе смазки турбины один из реакторов был остановлен.[2]
- 21 мая 2008 года на АЭС был предотвращён теракт.[3]
- 14 октября 2015 года компания E.On на внеочередном собрании акционеров приняла решение закрыть второй блок из-за низких оптовых цен на электричество в Швеции и высокого налога на электроэнергию АЭС.[4]
- 17 июня 2017 года был окончательно остановлен первый блок.[5]

## Информация об энергоблоках
| Энергоблок   | Тип реакторов | Мощность | Мощность | Начало строительства | Подключение к сети | Ввод в эксплуатацию | Закрытие   |
| Энергоблок   | Тип реакторов | Чистый   | Брутто   | Начало строительства | Подключение к сети | Ввод в эксплуатацию | Закрытие   |
| ------------ | ------------- | -------- | -------- | -------------------- | ------------------ | ------------------- | ---------- |
| Оскарсхамн-1 | BWR           | 473 МВт  | 487 МВт  | 01.08.1966           | 19.08.1971         | 06.02.1972          | 17.06.2017 |
| Оскарсхамн-2 | BWR           | 638 МВт  | 661 МВт  | 01.09.1969           | 02.10.1974         | 01.01.1975          | 14.10.2015 |
| Оскарсхамн-3 | BWR           | 1400 МВт | 1450 МВт | 01.05.1980           | 03.03.1985         | 15.08.1985          |            |